# مینراد (ماساچوست)
مینراد (به انگلیسی: Maynard) شهرکی در شهرستان میدلسکس ایالت ماساچوست می‌باشد که در سال ۱۸۷۱ بنیان‌گذاری شده‌است. این شهرک در سرشماری سال ۲۰۱۰ میلادی، ۱۰٬۱۰۶ نفر جمعیت داشته‌است.